# Гено Тошков
Гено Велков Тошков е български политик от БКП.

## Биография
Роден е на 28 март 1938 г. в село Старопатица, Кулско. От 1960 г. е член на БКП. През 1964 г. завършва Висшия селскостопански институт „Васил Коларов“ в Пловдив. По време на следването си е секретар на ДКМС във вуза. След завършването си работи към СП „Водно стопанство“. След това е инструктор и секретар на Окръжния комитет на ДКМС във Видин. През 1966 г. започва работа като инструктор в Окръжния комитет на БКП във Видин, а по-късно е завеждащ отдел в комитета. От 1969 до 1971 г. е председател на ТКЗС-то в село Раковица, а по-късно заместник-председател на АПК-то в село Грамада. През 1972 г. влиза в системата на МВР, като известно време е началник на Окръжното управление на МВР във Видин. През 1978 г. напуска МВР. Между 1978 и 1980 г. е секретар на ОК на БКП във Видин, а след това председател на ИК на Окръжния народен съвет. Член е и на Бюрото на окръжния комитет на партията. В периода 1981 – 1990 г. е кандидат-член на ЦК на БКП. От 1986 г. е първи секретар на Окръжния комитет на БКП във Видин. През 1989 г. става посланик на България във Виетнам.